# Костёл Непорочного Зачатия Пресвятой Девы Марии (Кантаучяй)
Костел Непорочного Зачатия Пресвятой Девы Марии — исторический католический костёл, который находится в Литве, в деревне Кантаучяй, в 12 км от Плунге. Деревянный храм в стиле народной архитектуры известен и в связи с бытующими рассказами о явлениях Пресвятой Девы Марии, три из которых предположительно зафиксированы в последние шесть десятилетий.

## История
Предполагается, что первый деревянный костел был построен в 1619 году на кладбище Кантаучяя. Постоянного священника в нём не было, но проживавшее в Кантаучяй семейство Шюкшт убедило Жемайтского епископа князя Казимира Паца учредить приход, включив в него также деревни Джюгиненай и Пагермантис.
Поддерживая строительство костела, Шюкшты надеялись учредить при нём Братство Святого Розария. Некоторое время костел носил титул Пресвятой Девы Марии Розария. В 1768 году был построен новый костел, современный храм возведен в 1852 году. В 1980 г. неподалёку от него создан Лурд.
Современный костел прямоугольный в плане, в нём шесть нарядных алтарей. Простая традиционная форма и план позволяют отнести костел к эпохе романтизма. Трапециевидный крестообразный однонефный фронтон заканчивается башенкой со шпилем. Фасад украшают остроарочные окна. В центре храма – великолепный массивный главный алтарь с деревянной резьбой, золочеными орнаментами, изображениями святых.